# Parole
Parole és una concentració de població designada pel cens dels Estats Units a l'estat de Maryland. Segons el cens del 2000 tenia 14.031 habitants.

## Demografia
Segons el cens del 2000, Parole tenia 14.031 habitants, 6.645 habitatges, i 3.707 famílies. La densitat de població era de 527 habitants per km².
Dels 6.645 habitatges en un 14,1% hi vivien nens de menys de 18 anys, en un 48,7% hi vivien parelles casades, en un 5,3% dones solteres, i en un 44,2% no eren unitats familiars. En el 37,7% dels habitatges hi vivien persones soles el 18,4% de les quals corresponia a persones de 65 anys o més que vivien soles. El nombre mitjà de persones vivint en cada habitatge era d'1,96 i el nombre mitjà de persones que vivien en cada família era de 2,54.
Per edats la població es repartia de la següent manera: un 12,2% tenia menys de 18 anys, un 5,8% entre 18 i 24, un 27,4% entre 25 i 44, un 27,6% de 45 a 60 i un 27% 65 anys o més.
L'edat mediana era de 48 anys. Per cada 100 dones de 18 o més anys hi havia 91,6 homes.
La renda mediana per habitatge era de 67.479 $ i la renda mediana per família de 82.988 $. Els homes tenien una renda mediana de 60.601 $ mentre que les dones 43.610 $. La renda per capita de la població era de 39.102 $. Entorn del 0,2% de les famílies i el 2,7% de la població estaven per davall del llindar de pobresa.

## Poblacions més properes
El següent diagrama mostra les poblacions més properes.